# Eupithecia exheres
Eupithecia exheres là một loài bướm đêm trong họ Geometridae.